# Бландон, Роберто
Роберто Бландон (исп. Roberto Rodriguez Blandon) (8 марта 1961 (или 21 октября 1962; 8 марта 1963), Мехико, Мексика) — выдающиеся мексиканский актёр театра и кино.

## Биография
Родился 8 марта 1961 года (по другим данным — 21 октября 1962 года и 8 марта 1963 года) в Мехико. После окончания средней школы поступил в академию Андреса Солера и изучал драматическое искусство. В мексиканском кинематографе дебютировал в 1987 году и с тех пор снялся в 39 работах в кино и телесериалах. Телесериалы Моя вторая мама, Ничья любовь, Мария из предместья, Моя дорогая Исабель, Волчица и Женщина с характером оказались наиболее популярными в карьере актёра, ибо они были проданы во многие страны мира. В 1997 году в связи с творческим кризисом на телекомпании Televisa первым хлопнул дверью и перешёл в телекомпанию TV Azteca, где ему несказанно повезло — он сыграл роль Давида в культовом мистическом телесериале Волчица, после чего на несколько лет стал лицом телекомпании. В 2003 году вернулся в родные пенаты — Televisa и снялся в телесериале Ночная Мариана.

## Личная жизнь
Роберто Бландон был женат дважды:
- Первой супругой актёра являлась Рехина Маррон, она подарила ей троих детей, но личная жизнь не сложилась — супруги развелись. Дети от первого брака:
  - Роберто Бландон-младший
  - Рехина Бландон (25.07.1990) — ныне известная мексиканская актриса.
  - Сусана Бландон
- Второй супругой актёра является известная актриса Ребекка Манкита. Детей нет.

## Фильмография
1
Мое очаровательное проклятье (сериал, 2017 – ...)
Mi adorable maldición ... Severo Trujillo
2
Лучше умереть, чем быть как Личита (сериал, 2015 – 2016)
Antes muerta que Lichita ... Rafael
3
Цвет страсти (сериал, 2014)
El color de la pasión ... Alfredo Suárez
4
Какие же богатые эти бедные (сериал, 2013 – 2014)
Qué pobres tan ricos ... Adolfo
5
Буря (сериал, 2013)
La Tempestad
6
Убежище для любви (сериал, 2012)
Un refugio para el amor ... Maximino Torreslanda
7
Команда (сериал, 2011)
El Equipo ... Sigfrido Martinez 'El Jefe Sigma'
8
Как говорится (сериал, 2011 – ...)
Como dice el dicho ... Ariel
9
Покушение (2010)
El atentado ... Octaviano Liceaga
10
Полная любви (сериал, 2010 – ...)
Llena de amor ... Ricardo
11
Помешанные на любви (сериал, 2009 – ...)
Locas de amor ... Laurencio
12
Хамелеоны (сериал, 2009 – ...)
Camaleones ... Javier Saavedra
13
Пока деньги не разлучат нас (сериал, 2009 – 2010)
Hasta que el dinero nos separe ... Vendedor
14
Мой грех (сериал, 2009)
Mi pecado ... Paulino Córdoba
15
Мы все к чему-то привязаны (сериал, 2009 – 2012)
Adictos
16
Удар в сердце (сериал, 2008 – ...)
Un gancho al corazón ... Óscar Cárdenas
17
Женщины-убийцы (сериал, 2008 – ...)
Mujeres asesinas ... Luis Castillo
18
К черту красавчиков (сериал, 2007 – 2008)
Al diablo con los guapos ... Domingo Echavarría
19
Девочки, как вы (сериал, 2007)
Muchachitas como tú ... Guillermo Sánchez-Zúñiga
20
Почтовый индекс (сериал, 2006 – ...)
Código postal ... Raúl González De La Vega
21
Соседи (сериал, 2005 – ...)
Vecinos ... Ejecutivo
22
Бесчувственная (сериал, 2004 – 2005)
Mujer de madera ... Marco Antonio Yañez
23
Ночная Мариана (сериал, 2003 – 2004)
Mariana de la noche ... Iván Lugo Navarro
24
Как в кино (сериал, 2001)
Como en el cine ... Don Julio
25
Женщина с характером, или Удар ниже пояса (сериал, 2000)
Golpe bajo ... German Santos
26
Кандидат (сериал, 1999)
El candidato ... Adrián Cuevas
27
Волчица (сериал, 1997)
La chacala ... David
28
Навсегда (сериал, 1996)
Para toda la vida ... Lorenzo
29
Моя дорогая Исабель (сериал, 1996 – ...)
Mi querida Isabel ... Oscar
30
Песня любви (сериал, 1996)
Canción de amor ... Javier
31
Зажженый факел (сериал, 1996)
La antorcha encendida ... Félix Flores Alatorre
32
Мария из предместья (сериал, 1995)
María la del Barrio ... Jose Maria Cano 'Papacito'
33
На одно лицо (сериал, 1995)
Bajo un mismo rostro ... Alejandro
34
Ничья любовь (сериал, 1990)
Amor de nadie ... Carlos
35
Когда приходит любовь (сериал, 1990)
Cuando llega el amor ... Enrique
36
Моя вторая мама (сериал, 1989)
Mi segunda madre ... Enrique
37
Тихая любовь (сериал, 1987 – 1988)
Amor en silencio
38
Женщина, случаи из реальной жизни (сериал, 1985 – ...)
Mujer, casos de la vida real

### Камео
39
Сегодня ночью с Платанито (сериал, 2013 – ...)
Noches con Platanito ... гость

## Театральные работы
- Галилео Галилей.
- Дон Кихот из Ламанчи.